# Липень 2006
Липень 2006 — сьомий місяць 2006 року, що розпочався у суботу 1 липня та закінчився у понеділок 31 липня.

## Події
- 6 липня — запуск місії STS-121 космічного корабля «Діскавері».
- 9 липня — збірна Італія стала чотириразовим чемпіоном світу з футболу.
- 15-17 липня — 32-й саміт Великої вісімки.
- 16 липня — володарем Суперкубку України з футболу стало київське «Динамо», що переграло донецький «Шахтар».
- 17 липня — на індонезійський острів Ява, в результаті сильного 7,7-бального землетрусу 8:24 UTC з епіцентром в Індійському океані за 358 км від Джакарти, обрушилося 3-метрове цунамі. За оцінками на 18 липня, число загиблих близько 400, сотні поранених і зниклих безвісти, і понад 50 000 залишилося без будинків.
- 20 липня — Польщею правлять близнюки. Брат-близнюк президента Польщі затверджений на посаді прем'єр-міністра країни після голосування в парламенті. Ярослав Качинський, який очолює правлячу консервативну Партію закону і справедливості, отримав у сеймі 240 голосів при 205 проти. Його кандидатуру на цей пост минулого тижня висунув рідний брат-близнюк, чинний президент Польщі Лех Качинський. У результаті Польща стала єдиною у світі країною, де два найвищі політичні пости займають близнюки.